# وليد محمد محمد صالح
وليد محمد محمد صالح شركة وهو سياسي تركماني عراقي. شغل منصب الأمين العام لحزب الإخاء التركماني.
شغل منصب عضو في الجمعية الوطنية الانتقالية المؤقتة عامي 2004 و2005، وشغل منصب عضو لجنة المهجرين والمرحلين في الجمعية.
كما شغل منصب عضو في الدورة الأولى من مجلس النواب العراقي ممثلا لقائمة التحالف الكردستاني، وكان فيه عضو لجنة الأمن والدفاع.